# Орден Красного Креста Константина
Орден Красного Креста Константина (англ. Red Cross of Constantine), или Масонский и военный орден Красного Креста Константина и дополнительные ордена Святого Гроба Господня и Святого Иоанна Евангелиста является христианизированным масонским орденом. Кандидаты в члены ордена должны быть мастерами-масонами и быть членами Королевской арки. Они также должны принадлежать к христианской вере, и готовы провозгласить свою веру в христианскую доктрину Святой Троицы.
Масонский и военный орден Красного Креста Константина состоит из трёх степеней масонского ордена и двух дополнительных орденов, и состоит в общей сложности из пяти градусов. Посвящение в степень Рыцаря Красного Креста Константина является формой допуска в первую степень ордена.

## История
Выяснение точного происхождения орденов, входящих в состав Ордена Красного Креста Константина, оказалось проблематичным для историков, не в последнюю очередь из-за большого числа братских организаций, названия которых включают в себя или исторически включали фразу красный крест. Вполне вероятно, что Орден Красного Креста Константина появился в Англии около 1780 года, но после нескольких реорганизаций самый ранний, документально подтверждённый, имеет дату основания — 1865 год, когда его конституция была официально создана Робертом Уэнтвортом Литтлом. Со временем он стал одним из десяти дополнительных масонских орденов управляемых из Храма мастеров масонов метки в Лондоне. После создания конклавов в зарубежных странах, был создан ряд суверенных иностранных Великих имперских советов (правящих органов).

## Орден Красного Креста Константина

### Первый градус — Рыцарь-масон
При вступлении в орден присваивается степень рыцаря-масона, или Рыцаря Красного Креста Константина. Эта церемония посвящения проводится в конклаве. Конклав является регулярным подразделением ордена и проводит работы только в этой степени. Церемония посвящения короткая и простая, но даёт ценные моральные уроки кандидату, основанные на истории римского императора Константина Великого, и повествует о битве на Мульвийском мосту.

### Второй градус — Священник-масон
В ходе голосования кандидат, находящийся в степени Рыцаря-масона, получает разрешение для посвящения во вторую степень, в ходе посвящения в которую он становится Досточтимым Священником-масоном, или посвящённым Евсевием. Эта церемония проводится в колледже Священников-масонов. Колледж является местом проведения работ для членов второй степени ордена. Церемония имеет глубоко духовный характер, и более открыто включает в себя религиозную символику и ритуалы. В целом эта степень может быть присуждена только тем, кто избран в качестве вице-короля в конклаве, хотя возможны и исключения.

### Третий градус — Принц-масон
После избрания в третью степень кандидат проходит церемонию, после которой он становится Совершенным Принцем-масоном. Церемония проводится в сенате Принцев-масонов. Сенат — это название для любого собрания членов третьей степени ордена. Получив эту степень, Принц-масон имеет право служить соверену в его собственных или любых других конклавах или сенатах (за исключением случаев, когда эта степень не была присвоена избранным совереном). Как и во всех масонских градусах, эта степень присваивается только один раз. Поэтому Принц-масон может стать совереном в другом конклаве, если будет назначен и инсталлирован, и тогда он не будет во второй раз проходить через полный цикл посвящений в эту степень.

## Дополнительные ордена
Два дополнительных христианских масонских ордена находятся под контролем Великого имперского конклава (национальном правящем органе) Красного Креста Константина. Одним из них является Орден Святого Гроба Господня, а другим — Орден Святого Иоанна Богослова. Каждый из этих орденов состоит из одной степени или церемонии, и хотя два ордена присваивают степени отдельно, они, как правило, присваивают их в тот же день, один сразу после другого. Это правило действует в большинстве юрисдикций, где член первой степени Красного Креста Константина должен принять эти два дополнительных ордена, прежде чем он может быть рассмотрен и допущен, чтобы перейти ко второй и третьей степени Красного Креста Константина.

### Орден Святого Гроба Господня
Этот масонский орден не следует путать с одноимённым орденом Гроба Господня в Римско-католической церкви. Хотя оба ордена используют повествование об одном и том же историческом событии, но не имеют никакой фактической связи между собой. Масонский орден Святого Гроба Господня имеет долгий и сложный ритуальный символический смысл, основанный на легенде о рыцарях, охраняющих предполагаемое место захоронения Иисуса Христа. И масонские и церковные ордена используют в качестве символа Иерусалимский Крест, но у церковного ордена этот крест изображён в эмблеме красным на белом щите. Масонский орден имеет логотип креста в круге, установленного в центре большого креста; на драгоценных камнях (медалях) ордена этот знак дополнительно заключён в чёрно-золотой овал. Встреча ордена Гроба Господня происходит в святилище, а председательствующий называется святитель.

### Орден Святого Иоанна Богослова
Этот орден присуждается на короткой церемонии откровенно христианского характера; обычно он присваивается в тот же день, что и Орден Святого Гроба Господня, в ритуальных посвящениях, проводящихся одно сразу после другого. Встреча Ордена Святого Иоанна Богослова происходит в коммандери, и председательствующий называется командующий. Украшением Ордена Святого Иоанна Богослова является серебряный орёл с вытянутыми крыльями, к которому добавлена корона, как символ командующего. Орел является традиционным символом святого Иоанна Богослова.